# Patricio Bonilla Bonilla
Áureo Patricio Bonilla Bonilla OFM (Riobamba, 15 de mayo de 1968) es un eclesiástico, canonista y profesor católico ecuatoriano, vicario apostólico de Galápagos desde 2013.

## Biografía
Nació el 15 de mayo de 1968, en la ciudad ecuatoriana de Riobamba.
Tras realizar su formación primaria y secundaria, cursó estudios en el Instituto Técnico Carlos Cisneros de su ciudad natal, donde obtuvo el título de Bachiller.
Fue enviado a completar estudios de Teología, en el Centro de Estudios Franciscanos de Jerusalén.
Estudió en la Pontificia Universidad Antonianum (2000-2004), donde obtuvo el doctorado en Derecho canónico.

### Vida religiosa
En 1986, a los dieciocho años de edad, ingresó en la Orden de Frailes Menores. Hizo su noviciado en Riobamba, vistiendo el hábito franciscano, y realizando su primera profesión de votos religiosos el 27 de agosto de 1988. Realizó la profesión solemne el 10 de octubre de 1993, en Jerusalén.
Su ordenación sacerdotal fue el 20 de junio de 1996, a manos del patriarca latino de Jerusalén, Michel Sabbah.
Como sacerdote desempeñó los siguientes ministerios:
- Maestro del postulantado de Otavalo (1996-1997).

- Maestro del postulantado de Azogues (1997-2000).
- Vice-maestro de los profesos temporales en Quito (2004-2007).
- Director administrativo de la Facultad de Filosofía y Teología Cardenal Echeverría en Quito (2004-2009).
- Presidente de los Institutos y Centros de Estudios Teológicos Franciscanos de América Latina (2005-2007).

- Definidor provincial y secretario de formación a nivel provincial (2006-2009).
- Secretario para la Conferencia Franciscana Bolivariana (2007-2009).
- Defensor del Vínculo en la Corte Nacional de Apelaciones de Conferencia Episcopal Ecuatoriana (CEE; 2006-2007).
- Vicario provincial, jurista de la Provincia Franciscana y presidente de la Comisión Jurídica de la Orden Franciscana,[4] animador de formación permanente, miembro del Consejo Rectoral del Patrimonio de la Provincia Franciscana, decano de la Facultad de Filosofía y Teología y profesor de Derecho canónico; juez de la Corte Nacional de Apelaciones y Asesor para la Vida Consagrada en la Comisión Episcopal para los Ministerios y la Vida Consagrada de la CEE, y miembro del Tribunal de la Arquidiócesis de Quito (2009-2013).[5]

## Episcopado

### Vicario apostólico de Galápagos
El 29 de octubre de 2013, el papa Francisco lo nombró obispo titular de Bida y vicario apostólico de Galápagos. Fue consagrado el 7 de diciembre del mismo año, en la Catedral de Puerto Baquerizo Moreno, a manos del arzobispo Giacomo Guido Ottonello.